# Súni Olsen
Súni Olsen (Gøta, 7 marzo 1981) è un ex calciatore faroese, di ruolo centrocampista.